# Primo Moroni
Primo Moroni (Milano, 17 giugno 1936 – Milano, 30 marzo 1998) è stato uno scrittore, libraio ed attivista politico e sociale italiano, intellettuale di riferimento fino a tutti gli anni novanta per molti dei gruppi della sinistra extraparlamentare che afferivano a realtà quali l'anarcho punk od il sindacalismo di base.

## Biografia
Nato e cresciuto a Milano da genitori toscani originari della Valdinievole (in provincia di Pistoia), tutt'e due degli ex contadini trasferitisi nel capoluogo lombardo in cerca di condizioni di vita migliori, frequenta le scuole fino alla seconda media e, dopo aver svolto un anno d'avviamento professionale, inizia a lavorare.
Nel 1951 si iscrive alla FGCI e cinque anni dopo ottiene la tessera del PCI. All'inizio degli anni cinquanta si trasferisce nel Bottonuto, quartiere malavitoso nel centro di Milano (rione abbattuto negli anni sessanta e di cui parla anche Giovanni Raboni) dove alterna il lavoro nei ristoranti a quello del ballerino: diverrà chef de rang e vincerà diverse gare internazionali. Nel 1960 partecipa agli scontri di Genova contro il governo Tambroni. Nel 1963, in un periodo di forti lotte operaie, (dopo gli scontri in piazza Duomo a Milano che costarono la vita ad Ardizzone e nel cui processo Primo Moroni testimonierà inutilmente) esce dal PCI "per stanchezza, per crisi d'identità, per il rifiuto del lavoro di routine in sezione e per la mancanza di dibattito che non fosse di vertice". In quel periodo il PCI aveva favorito l'apertura ai ceti medi.
Riallacciati i vecchi rapporti di quartiere, collabora per un breve periodo con un amico titolare di un'agenzia investigativa, poi entra nella grande editoria (Fabbri, Mondadori e Vallardi) arrivando ai vertici del settore vendite. Nel 1967 si licenzia e fonda il "Si o si Club", un circolo culturale con quasi quattromila soci che organizza concerti, spettacoli e dibattiti: nel 1969 sosterrà la tesi della matrice di stato per la strage di Piazza Fontana e nel 1970 il circolo chiuderà per la fuga del cassiere. Nel 1971 si trasferisce nel quartiere Ticinese, dove è tra i promotori del "Collettivo Gramsci" e dove fonda la libreria Calusca, che prende il nome dall'omonimo vicolo; la libreria effettua vari traslochi, sempre nel quartiere Ticinese (Corso di Porta Ticinese, Piazza S. Eustorgio) per stabilirsi infine nel 1992 presso il centro sociale CSOA Cox 18, dove un ingente archivio è attualmente in via di sistemazione.
La libreria diventa "punto di riferimento dei non organizzati, dei cani sciolti, di quest'area indefinibile che va dai bordighisti, ai protosituazionisti, ai consiliari, agli internazionalisti, agli anarchici, agli anarco-comunisti, ai comunisti libertari". In Calusca hanno sede anche parecchi comitati, da quello per il Portogallo a quello per il Vietnam a Soccorso Rosso nel quale collabora con Sergio Spazzali. "Molte sono le iniziative d'editoria militante e alternativa alle quali collabora nel corso degli anni Settanta: l'Arcibraccio (rivista satirica diretta da Luca Staletti), Primo Maggio (rivista diretta da Sergio Bologna e prodotta dal Collettivo Editoriale Calusca), CONTROinformazione, Documento (collana di didattica della storia a dispense prodotta dal Collettivo Editoriale Calusca), Solidarietà militante (bollettino del Comitato per la difesa dei detenuti politici in Europa), 150 ore (collana di dispense promossa dal Centro Ricerche sui Modi di Produzione e co-edita dal Collettivo Editoriale Calusca insieme con la CELUC Libri), Machina Libri (casa editrice animata da Giuliano Spazzali), AR&A: consorzio tra Coop. Scrittori, Edizioni aut aut, Edizioni delle Donne, Lavoro Liberato, L'Erba Voglio, Libri del NO, Librirossi e Squi/libri. Notevole è anche il suo contributo per la produzione di fogli, opuscoli e ciclostilati dal basso".
Nel dicembre 1974 la Calusca e la PiùLibri di Sauro Sagradini organizzano alla Palazzina Liberty di Milano un convegno per Un'editoria e un circuito di diffusione per una cultura alternativa nella scuola e nella società da cui nasce il Consorzio dei Punti rossi che arriverà a coprire più di cento librerie e a diventare il principale canale di comunicazione scritta del Movimento del '77; nel 1979 collabora con la rivista 7 aprile che prende il nome dal maxi-processo contro l'Autonomia Operaia (chiamato appunto Processo 7 aprile) e che nel 1981 organizza un convegno da cui nascerà il Coordinamento dei Comitati Contro la repressione. Nel 1975 appoggia l'occupazione del CS Leoncavallo e nel 1988 quella di via Conchetta 18, partecipa attivamente ai movimenti della Sinistra extraparlamentare nati a Milano dagli anni sessanta ai novanta diventando un riferimento per anarchici, autonomi, punk, studenti e lavoratori.
Nel 1988 scrive con Nanni Balestrini L'orda d'oro (1968-1977. La grande ondata rivoluzionaria e creativa, politica ed esistenziale) (SugarCo) più volte ristampato e riedito nel 1997 da Feltrinelli. Si tratta di uno dei più importanti saggi non specialistici che ripercorre la storia dei movimenti operai e studenteschi italiani. Con i suoi interventi contribuisce al mantenimento della memoria storica del movimento, della società e della sinistra milanese. È anche coautore, con John Nicolò Martin, del libro La luna sotto casa. Milano tra rivolta esistenziale e movimenti politici, una storia sociale di Milano dal secondo dopoguerra alla fine degli anni ottanta raccontata attraverso una serie di vicende politiche ed esistenziali. Nel Dicembre del 1995 crea un comitato per organizzare una manifestazione di protesta per la violenta perquisizione del CS Leoncavallo al fine di evitare scontri e tenere i centri sociali fuori dalle dinamiche della politica istituzionale.
Avendo come riferimento teorico il Karl Marx dei Grundrisse e Marshall Berman de L'esperienza della modernità è da considerarsi uno dei più importanti pensatori della "modernità" applicata alla vita quotidiana e alle esperienze di movimento, tanto da considerare i movimenti in maniera positiva solo quando portatori di innovazione. Accolse con entusiasmo la critica dei Media portata avanti da Radio Alice e la controcultura cyberpunk. E da qui uno dei suoi ultimi sforzi maggiori - vano - di introdurre nel Movimento italiano la pratica dell'Impresa Sociale nel contesto dei centri sociali, evidentemente immaturi nel recepire tale sollecitazione. Affetto da qualche tempo da un tumore, morì nel capoluogo lombardo il 30 marzo 1998 nella casa dove abitava con Anna Pellizzi - sua compagna dal 1986 - e la figlia Chiara, nata nel 1989.
L'archivio Primo Moroni trova sede dentro gli spazi del CSOA Cox18, a Milano. L'archivio è composto da una parte di riviste, principalmente degli anni '70, e una parte in libri; dalla morte di Primo, ha continuato ad essere aggiornato, accogliendo altri fondi, come ad esempio i libri di Sergio Spazzali.

## Opere
- Nanni Balestrini, Primo Moroni (a cura di), L'orda d'oro (1968-1977. La grande ondata rivoluzionaria e creativa, politica ed esistenziale). Milano, SugarCo, 1988, Feltrinelli 1997 e 2003.
- John Nicolò Martin, Primo Moroni, La luna sotto casa. Milano tra rivolta esistenziale e movimenti politici. Milano, Shake, 2007. ISBN 978-88-88865-44-7.
- Primo Moroni, Ermanno Gallo, Ada Negroni (a cura di) Le parole e la lotta armata. Storia vissuta e sinistra militante in Italia, Germania e Svizzera, Shake, 2009
- Primo Moroni, Da «Don Lisander alla Calusca». Autobiografia di Primo Moroni, Colibrì Edizioni, 2019
- Primo Moroni, Geografie della rivolta. Primo Moroni, il libraio del movimento, Dinamo book, 2019